# Entreprise unipersonnelle à responsabilité limitée
Entreprise unipersonnelle à responsabilité limitée (EURL oder E. U. R. L.) (deutsch: Einpersonenbetrieb mit beschränkter Haftung) ist eine Rechtsform für Einpersonengesellschaften in Frankreich. Sie basiert auf der Société à responsabilité limitée (SARL) und wurde 1985 geschaffen. Das deutsche Gegenstück ist die Gesellschaft mit beschränkter Haftung (GmbH) mit nur einem Gesellschafter.
Für die EURL gelten weitgehend die Regeln der SARL, es gibt lediglich einige wenige Besonderheiten, so bei der Rechnungslegung.
Einpersonengesellschaften sind nicht deckungsgleich mit Kleinunternehmen bzw. Einpersonenunternehmen.